# Mălina Mare
Mălina Mare este un cartier din sectorul Botanica, municipiul Chișinău, Republica Moldova. Principalele artere sunt: str. Mălina Mare și bd-ul Dacia. Împreună cu cartierul Fulgulești, face parte din zona Botanicii de sus.

## Legături externe
- Zona Mălina Mare pe wikimapia.org